# مجلة الصحفي الصغير

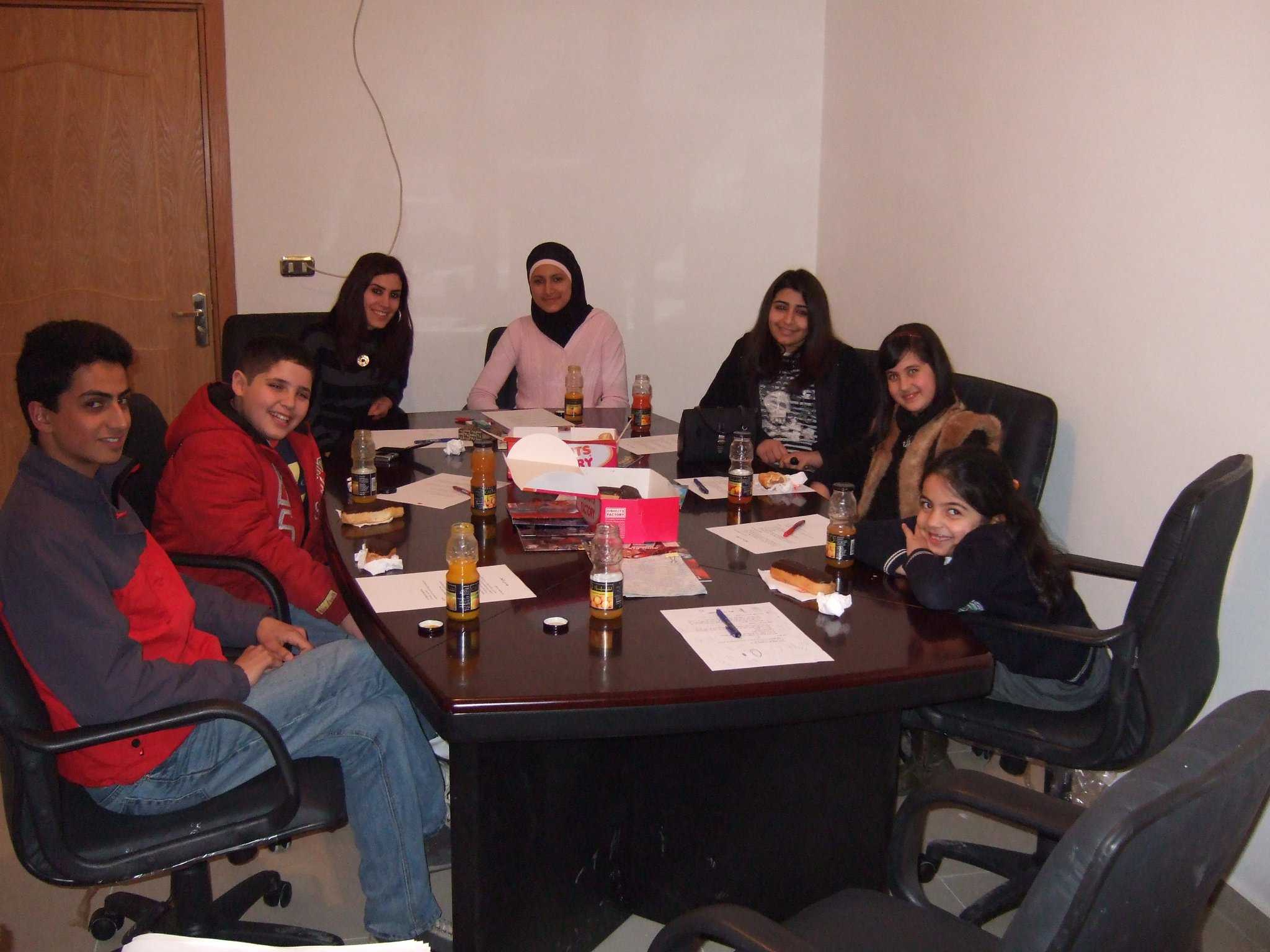
هيئة تحرير الأطفال في الصحفي الصغير

الصحفي الصغير مجلة أردنية عربية شهرية متخصصة في أدب الطفل وقد بدأت بإصدار أول اعدادها في شهر أبريل سنة 2007 وتصدر عن شركة خليل صالح وشريكتة وقد اسسها السيد حسام عبد الحفيظ قطينه وتوقفت المجلة عن الإصدار في أكتوبر سنة 2009.
وتقدر اعدادها الشهرية ما بين 5000 نسخة إلى 10000 نسخة، وقد دخلت في حملات مع شركات كبرى مثل ماكدونالد الأردن ونيوبوي وفلة (حملة دير بالك) والأسمنت الأردنية لافارج (حملة السلامة العامة) كما رعت شركة الأتصالات الأردنية (Orange)العدد الأخير من المجلة وحظيت بدعم بنوك أردنية كبنك الأسكان للتجارة والتمويل وبنك القاهرة عمان بحملات إعلانية وشراكة إستراتيجية مع مجموعة تشكيل ميديا دولة الكويت بالإضافة لشركات قدمت منح مالية للمجلة مثل شركة البوتاس العربية وكان كل هذا بسبب ما تقدمة المجلة من أفكار خلاقة لتنمية أبداع الطفل ومواهبة ومدى تأثيرها كأداة من أدوات التنمية الثقافية في خلق جيل مثقف وواع ومسوؤل وهي مشروع ثقافي لا يهدف للربح المادي.

## حجم توزيع الصحفي الصغير
| رقم العدد            | كمية النُسخ | برعاية                           | حملة           | طريقة التوزيع                 |
| -------------------- | ---------- | -------------------------------- | -------------- | ----------------------------- |
| العدد الأول          | 5000       | #                                | #              | البيع                         |
| العدد الثاني         | 5000       | #                                | #              | البيع                         |
| العدد الثالث         | 5000       | #                                | #              | البيع                         |
| العدد الرابع         | 5000       | #                                | #              | البيع / وزع في الكويت والأردن |
| العدد الخامس         | 5000       | مطاعم ماكدونالد                  | دير بالك       | مجاناً                         |
| العدد السادس         | 10000      | #                                | #              | البيع                         |
| العدد السابع         | 20000      | الأسمنت الأردنية لافارج          | السلامة العامة | مجاناً                         |
| العدد الثامن         | 8000       | #                                | #              | البيع                         |
| العدد الممتاز (9+10) | 10000      | #                                | #              | البيع                         |
| العدد الحادي عشر     | 20000      | جريدة الدستور                    | #              | مجاناً                         |
| العدد الثاني عشر     | 5000       | شركة الأتصالات الأردنية (Orange) | #              | البيع                         |

## فكرة المجلة وطريقة عملها

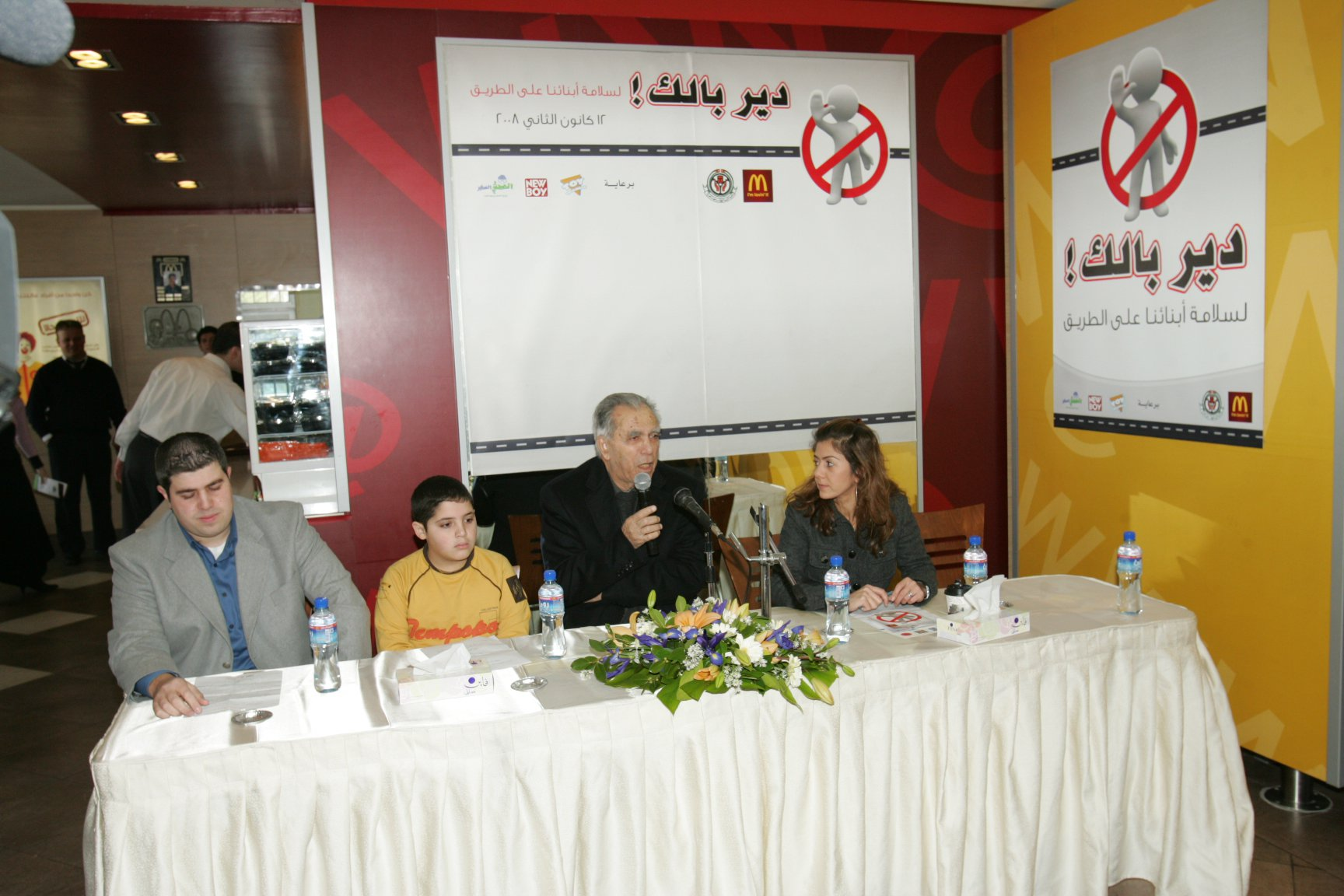
المؤتمر الصحفي لانطلاق حملة دير بالك

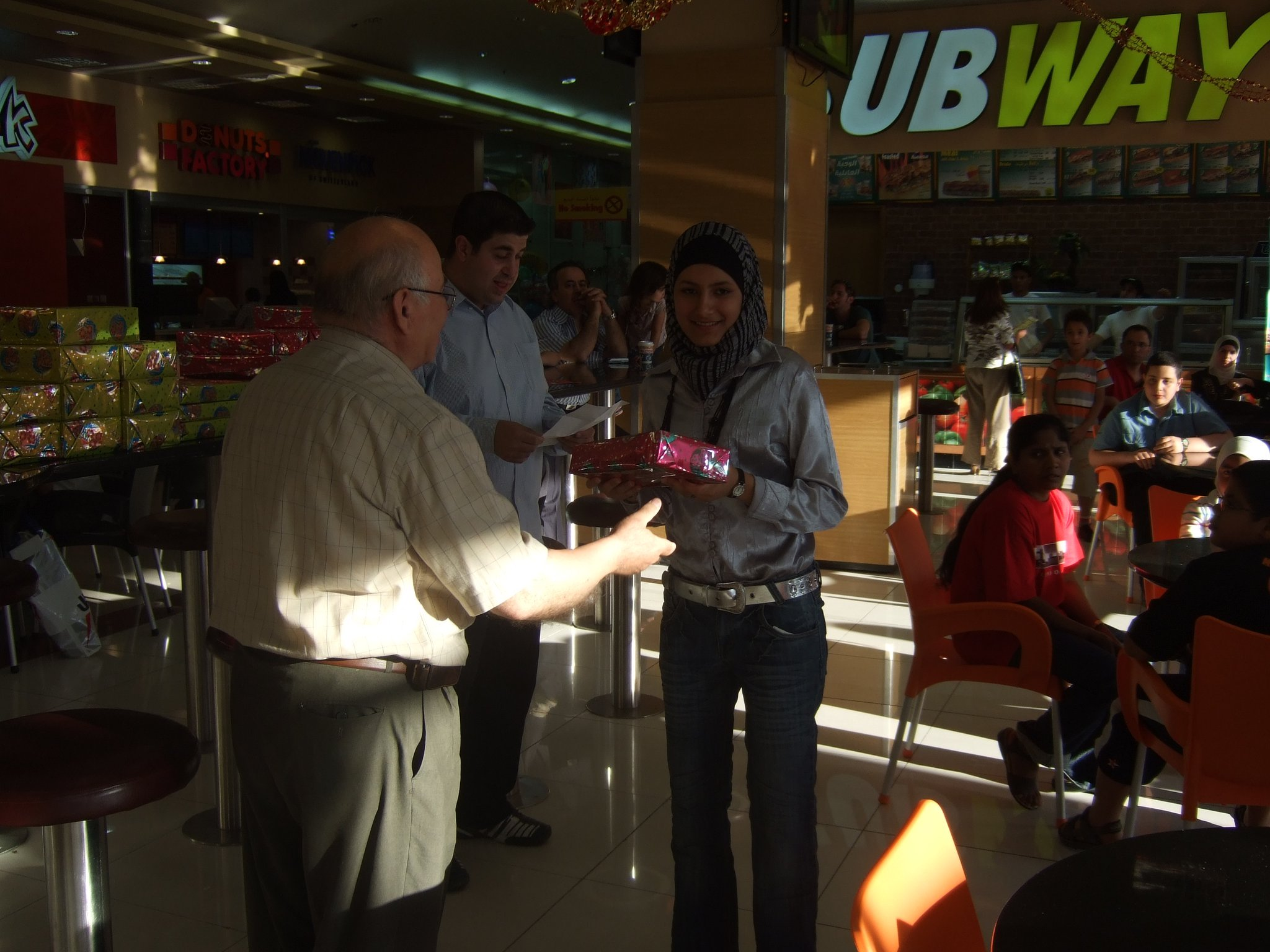
حفل توزيع هدايا على الطلبة المشاركين في العدد الثالث

تقوم فكرة المجلة على تقسيم المحتوى إلى أبواب علمية وأدبية وفنية وباللغتين العربية والإنجليزية تكون مادتها بشكل كامل من كتابات وأبداعات الأطفال من سن التاسعة وحتى سن الخامسة عشر من الجنسين ويتم نشر هذه المقالات بعد مراجعتها لغوياً واختيار الانسب منها بدون تغيير المضمون أو الأسلوب أو لغة الطفل في المقال المقدم منه وقد قامت بذلك بالتعاون مع 120 مدرسة خاصة في الأردن ومع بعض المؤسسات الاجتماعية وقد جعلت جانباً من اعدادها يوزع مجانا على الأطفال المصابين بالسرطان في مؤسسة الحسين للسرطان ومن خلال وزارة الشؤون الاجتماعية على الايتام في دور الأيتام كما خصصت عددا مجانيا طبع منه 20000 نسخة وزعت بشكل مجاني على مشتركي جريدة الدستور الأردنية يحتوي على قسم خاص من ابداعات الأطفال المصابين بامراض عقلية وعصبية كالتوحد والمنغولية لتنشر فكرة تقبل الآخر وان هذه الفئة من المجتمع قادرة على الابداع ولها دور وتم ذلك بالتعاون مع مركز إدراك للحالات الخاصة، وقد شكلت المجلة هيئة تحرير من الأطفال لتطويرها ولأبقائها قريبة من نمط تفكير الطفل وتدفع لهم رواتب شهرية ليحسوا بقيمة العمل والإنتاج كما نظمت المجلة حفلان لتوزيع هدايا على الأطفال المشاركين بمقالاتهم في الإعداد المنشورة.
وتطبع المجلة بارقى مواصفات الطباعة من ورق الجلاسية اللميع وزن 100 غرام للصفحات الداخلية والغلاف 250 غرام ورق جلاسية لميع مع سولفان وكانت الاعداد الأولى تقارب قياس أية 3 وبقية الاعداد قياس اية 4 وتتراوح عدد صفحاتها 24 صفحة + الغلاف إلى 48 صفحة + الغلاف وقد خصصت المجلة مساحة للإعلانات 10 صفحات كحد أقصى وقد نشر في الإعداد ما يقارب 930 مقال من كتابات الأطفال من مجموع 5431 مقال وصلوا المجلة من نتاج الأطفال ونشر أيضا 60 رسمة من رسومات فنية للاطفال وقد عمل في المجلة 17 موظف وموظفة جلهم من الشباب منهم المبدع رسام الكاريكاتير عمر العبداللات والرسام يزن خليفة وتولى رئاسة التحرير فيها ثلاث رؤساء تحرير الأول د.محمد غوشة والثاني محمود وردة والثالثة آمنة سعد الحسن وتولى إدارتها في المرحلة الأولى د. محمد غوشة ومن ثم أنتقلت الإدارة لمؤسسها السيد حسام قطينه، حصلت على شهادة تقدير من شركة ارامكس ميديا بانها أعلى مجلة أطفال مبيعا بالمكتبات في الأردن لسنتي 2007 و2008 وتلقت المجلة عروض بسبب نجاحها كعرض صحيفة الراي الأردنية عن طريق مديرها المالي على مؤسس ومدير المجلة السيد حسام قطينه بالعمل كمستشار لمجلة حاتم الأردنية وقد عرضت جريدة الغد الأردنية شراكة إستراتيجية مع المجلة وتلقت عروض شراكة من القطاع الخاص ولكن لتفاصيل معينة في هذة العروض لم تتم. لتغلق المجلة بسبب أزمة مالية.